# 1533 Saimaa
1533 Saimaa (1939 BD) là một tiểu hành tinh vành đai chính được phát hiện ngày 19 tháng 1 năm 1939 bởi Y. Vaisala ở Turku.